# Komitat Bihar

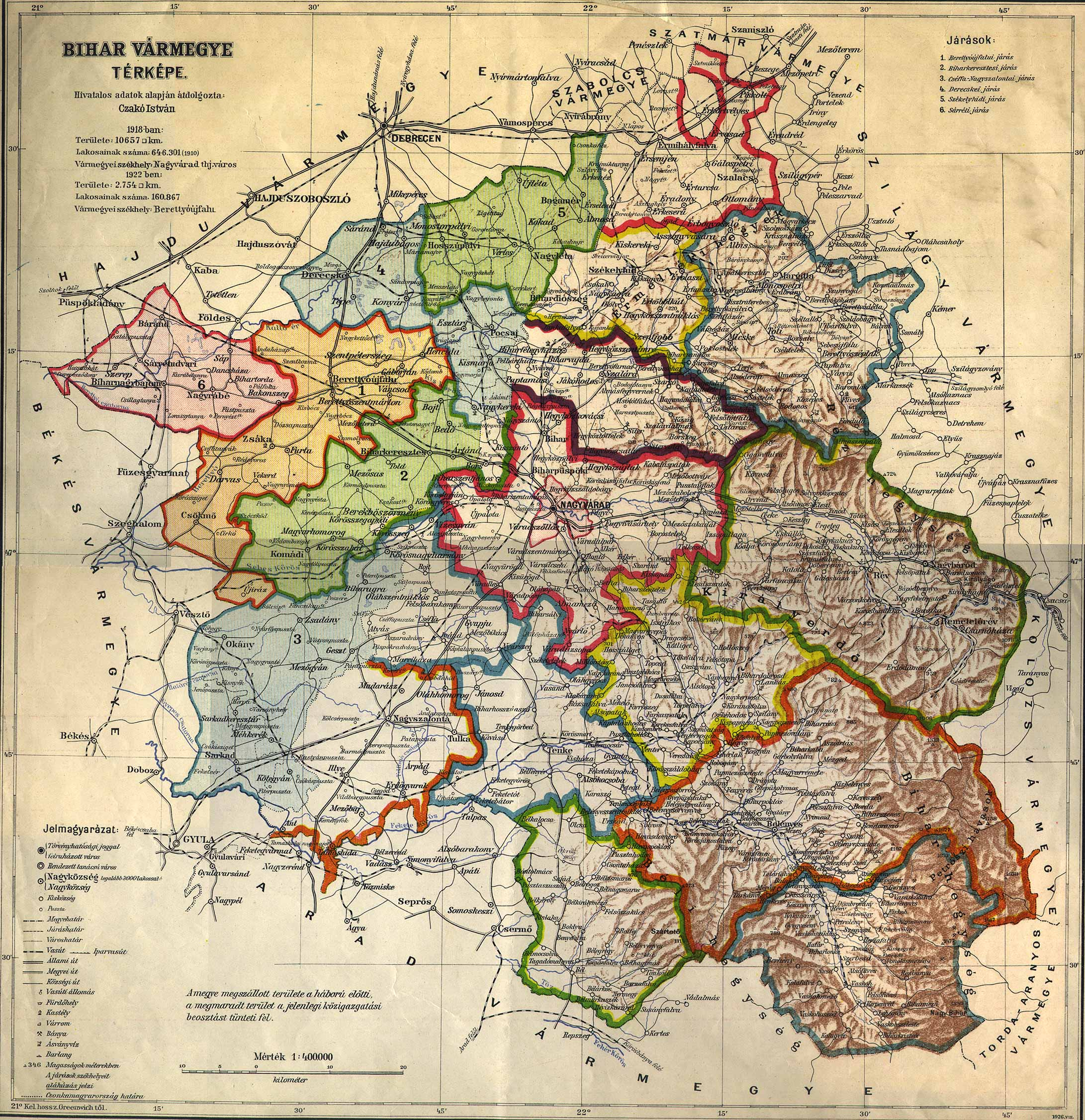
Mapa administracyjna komitatu Bihar z 1910 r.

Komitat Bihar (rum.: Comitatul Bihor, niem.: Komitat Bihar; łac.: Comitatus Bihariensis) – jednostka administracyjna Węgier do 1950 r. Trzy czwarte terytorium komitatu sprzed traktatu trianońskiego znajduje się obecnie w Rumunii, podczas gdy jego zachodnia ćwiartka jest częścią Węgier.

## Geografia
Komitat Bihar były trzecim do wielkości powierzchni komitatem Węgier. Południowo-wschodnia część komitatu leży w Górach Zachodniorumuńskich, podczas gdy jego część północno-zachodnia znajduje się na Wielkiej Nizinie Węgierskiej. Ważniejsze rzeki to Keresz i Berettyó. Komitat graniczył od północy z komitatami Hajdú, Szabolcs i Szatmár, od wschodu z komitatami Szilágy, Kolozs i Torda-Aranyos, od południa z komitatem Arad, a od zachodu z komitatami Békés i Szolnok. Ze względu na rozmiary nazywano go często państwem Bihar (Biharország).
W południowo-wschodniej części byłego komitatu znajdował się szczyt Nagy-Bihar (1849 m n.p.m.), najwyższe wzniesienie Masywu Biharu. Licząca ok. 3000 lat jaskinia lodowa Scărișoara jest największą tego typu jaskinią w Rumunii, która została odkryta prawdopodobnie w 1847 r. Do jaskini można dojechać drogą o długości 200 m. Położona na wysokości 580 m n.p.m. przełęcz Pasul Craiului (węg. Király-hágó) była przez stulecia granicą komitatów Bihar i Kolozs, a w latach 1552–1867 również Siedmiogrodu i Węgier.

## Historia

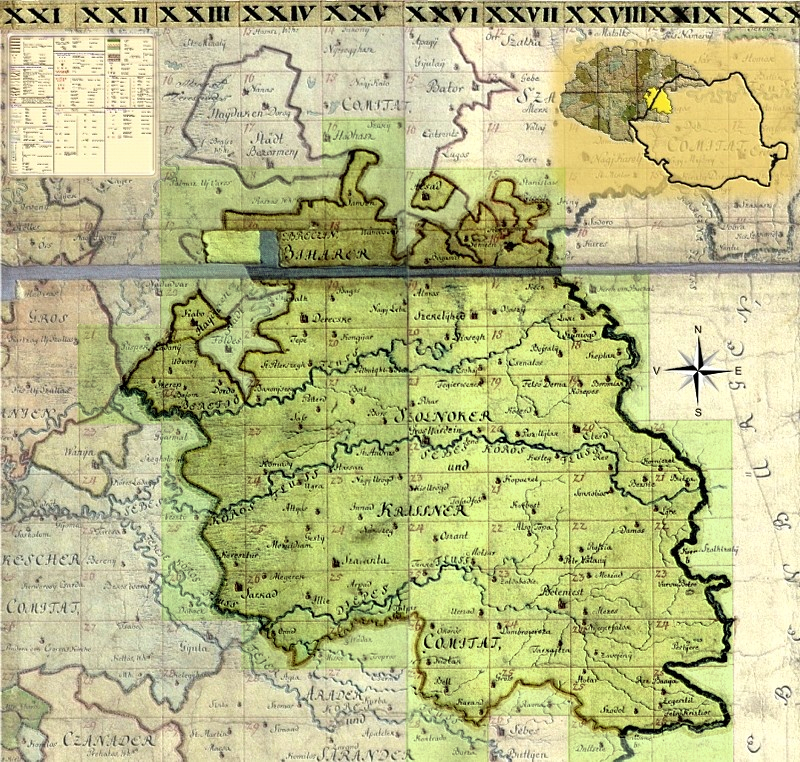
Komitat Bihar na pierwszej mapie wojskowej, 1782-85

Według nieznanego autora, w czasach Arpada, ziemie między Cisą, Maruszą, Samoszem i lasem Igfon znajdowały się w posiadaniu biharskiego wodza Ménmaróta. Najmłodszy syn Arpada, Zoltán stanął później na czele Ducatusu Biharskiego, który był według tradycji terytorium zarządzanym przez następcę tronu. Jego stolicą był Biharvár, znajdujący się 14 km na północ od Nagyváradu. Ducatus Biharski (węg. Bihari Dukátus), jak również Ducatus Nitrzański (węg. Nyitrai Dukátus) oraz Ducatus Somogy (węg. Somogyi Dukátus) został zniesiony przez Kolomana Uczonego ok. 1110 r.
Bihar należy do najwcześniej utworzonych komitatów. Utworzył go Stefan I ze stolicą w Biharze. Po najeździe tatarskim stolicą został Nagyvárad. W średniowieczu do komitatu należały również tereny źródłowe Szybkiego Kereszu i region Kalotaszeg.
Podczas rozpadu Węgier na trzy części, stał się częścią Partium. W latach 1660–1692 większa część komitatu wraz z zamkami znalazła się pod okupacją turecką. W latach 1849–1860 podzielono komitat na Północny i Południowy Bihar z Debreczynem i Nagyváradem jako stolicami, a sytuacja się nieco zmieniła po utworzeniu w 1876 r. komitatu Hajdú.

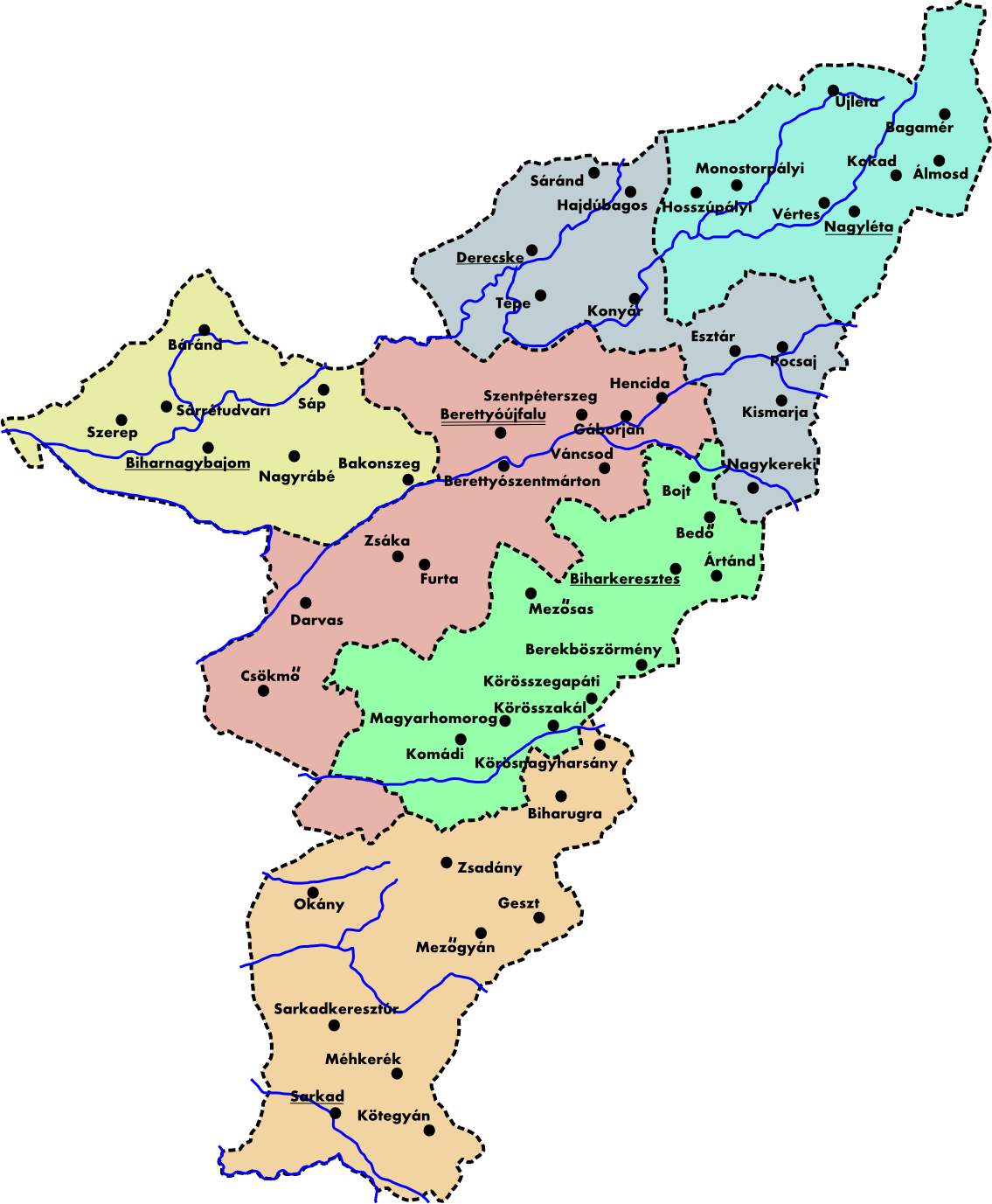
Część historycznego komitatu Bihar w obecnych granicach Węgier

W 1914 r. jego powierzchnia wynosiła 10 678 km², z czego w 1918 r. 7874 km² znalazło się w Rumunii. Siedzibą władz węgierskiego komitatu Bihar do 1950 r. (z wyjątkiem okresu 1940-44) było Berettyóújfalu, a po przyłączeniu w wyniku drugiego arbitrażu wiedeńskiego Północnego Siedmiogrodu, znowu Nagyvárad. W okresie po przyłączeniu powierzchnia węgierskiej części komitatu wynosiła 6511 km². Stolicą rumuńskiej jego części był Beiuș.
Zachodnia, pozostała w granicach Węgier część została w 1950 r. w ramach reformy administracyjnej, połączona z dawnym komitatem Hajdú i w ten sposób powstał dzisiejszy komitat Hajdú-Bihar.

## Ludność
Liczba mieszkańców w 1880 r. wynosiła 446 777. Wśród nich było:
- 233 135 Węgrów (52,18%),
- 4305 Niemców (0,96%),
- 4554 Słowaków (1,02%),
- 186 264 Rumunów (41,69%),
- 466 Karpatorusinów (0,1%),
- 62 Serbów i Chorwatów (0,01%)
- i 2095 (0,47%) osób innych narodowości.

Liczba mieszkańców w 1891 r. wynosiła 516 704 osób, z czego:
- 283 806 (54,93%) Węgrów
- 219 940 (42,57%) Rumunów
- 5957 (1,15%) Słowaków
- 3374 (0,65%) Niemców

Liczba mieszkańców w 1910 r. wynosiła 646 301 osób, z czego:
- 365 642 (56,57%) Węgrów
- 265 098 (41,02%) Rumunów
- 8457 (1,31%) Słowaków
- 3599 (0,56%) Niemców[2]

## Podział administracyjny
W 1913 r. komitat był podzielony na 17 powiatów:
- powiat Bél
- powiat Belényes
- powiat Berettyóújfalu
- powiat Biharkeresztes
- powiat Cséffa
- powiat Derecske
- powiat Élesd
- powiat Érmihályfalva

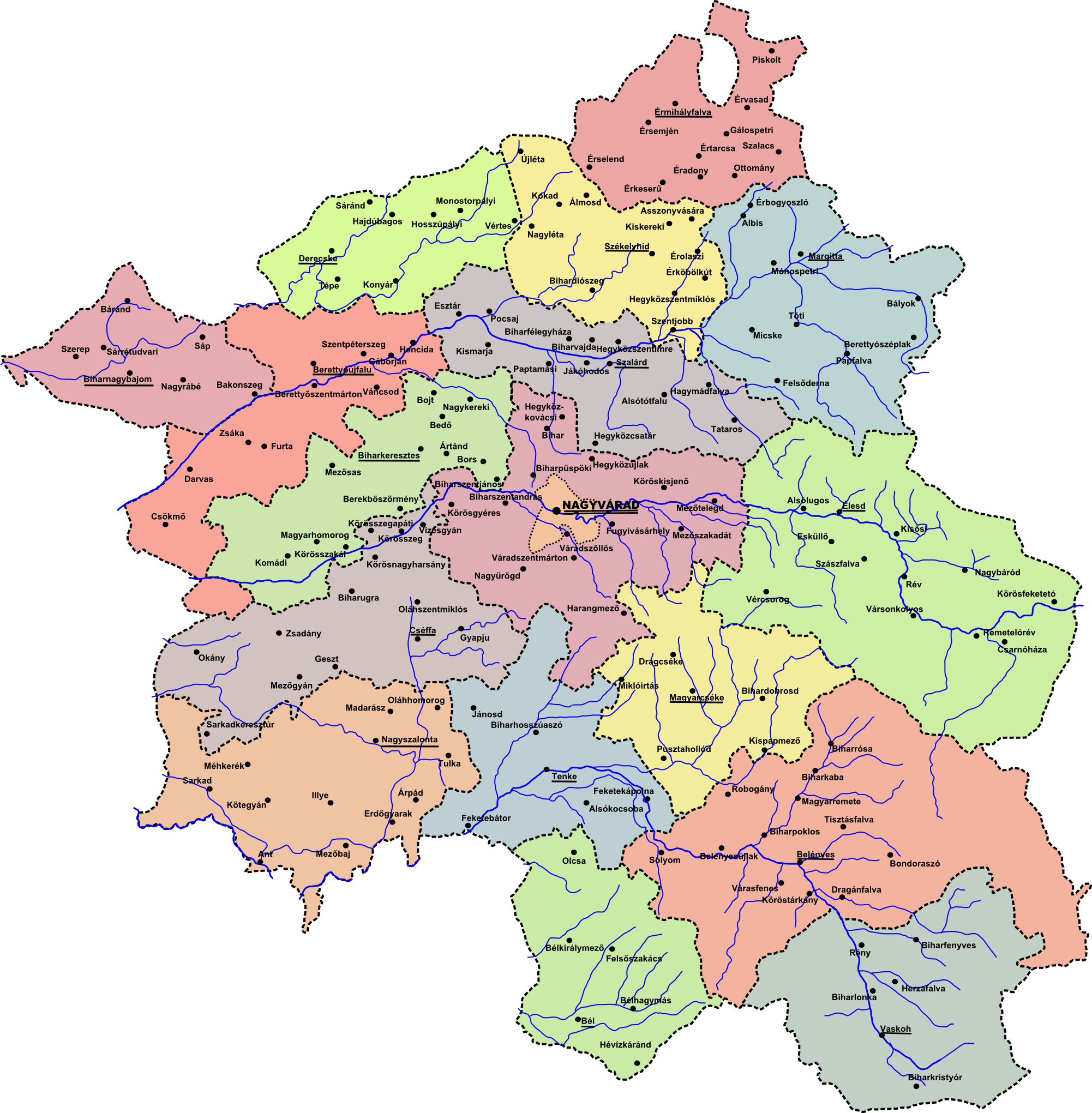
Komitat Bihar

- powiat Centralny (siedziba Nagyvárad)
- powiat Magyarcséke
- powiat Margitta
- powiat Nagyszalonta
- powiat Sárrét (siedziba Biharnagybajom)
- powiat Szalárd
- powiat Székelyhíd
- powiat Tenke
- powiat Vaskoh

Na terytorium komitatu leżał oprócz tego, nie będąc jego częścią, Nagyvárad jako miasto na prawie municypalnym.
Żupani komitatu Bihar
| Imię lub nazwisko i imię, godność                                                             | Okres urzędowania                |
| --------------------------------------------------------------------------------------------- | -------------------------------- |
| István comes                                                                                  | około 1067                       |
| Saul                                                                                          | 1102–1113                        |
| István (również sędzia krajowy (judex curiae regiae))                                         | 1113                             |
| Bökény (również sędzia krajowy (judex curiae regiae))                                         | 1135–1136                        |
| Achus                                                                                         | 1137–1138                        |
| Faus – palatyn                                                                                | 1138                             |
| István                                                                                        | 1141                             |
| Ezsau                                                                                         | 1183–1186                        |
| Both                                                                                          | 1189–1193                        |
| Péter                                                                                         | 1197                             |
| Miklós                                                                                        | 1199                             |
| Mika (również sędzia krajowy (judex curiae regiae))                                           | 1198–1202                        |
| Benedek – palatyn                                                                             | 1202–1203                        |
| Girko                                                                                         | 1205–1206                        |
| Mog (również palatyn)                                                                         | 1206–1207                        |
| Miklós (powtórnie)                                                                            | 1207–1209                        |
| Marcellus                                                                                     | 1208                             |
| Zsámbéki Smaragd                                                                              | 1208                             |
| Mihály                                                                                        | 1209                             |
| Fiad                                                                                          | 1209                             |
| Bánk                                                                                          | 1209–1212                        |
| Mika                                                                                          | 1212–1216                        |
| Nimcha (również książę siedmiogrodzki)                                                        | 1217                             |
| Mika                                                                                          | 1218–1221                        |
| Illés                                                                                         | 1222                             |
| Gyula                                                                                         | 1222                             |
| Pózsa                                                                                         | 1223                             |
| Micha                                                                                         | 1223                             |
| Tivadar                                                                                       | 1224                             |
| Miklós                                                                                        | 1228–1229                        |
| Moys – palatyn                                                                                | 1229–1230                        |
| István (również główny podczaszy)                                                             | 1233–1235                        |
| Dénes                                                                                         | 1236                             |
| Lőrincz                                                                                       | 1236–1238                        |
| Domonkos (również skarbnik)                                                                   | 1240                             |
| Bacs                                                                                          | 1241–1242                        |
| Dénes – palatyn                                                                               | 1246                             |
| Mike (również palatyn i żupan komitatu Temes)                                                 | 1247                             |
| István – palatyn (również żupan komitatu Temes)                                               | 1247                             |
| Moys – (również żupan komitatu Somogy)                                                        | 1264                             |
| Telegdi Demeter                                                                               | 1272                             |
| Pál (również żupan komitatów Szatmár i Kraszna)                                               | 1290–1301                        |
| Beke                                                                                          | 1302                             |
| Mosonyi Dénes                                                                                 | 1310                             |
| Debreczeni Dózsa (również żupan komitatu Szabolcs)                                            | 1317–1318                        |
| Futtaki Dénes                                                                                 | 1319–1321                        |
| Csuka                                                                                         | 1327                             |
| Hannusfalvi Donk Demeter – skarbnik                                                           | 1332–1333                        |
| Balázs                                                                                        | 1338                             |
| Szécsényi Farkas Tamás                                                                        | 1343                             |
| Báthori János                                                                                 | 1343                             |
| Miklós (również żupan komitatów Temes, Kraszna i środkowego Szolnok)                          | 1370                             |
| Berenthi Tamás                                                                                | 1370                             |
| Gergely                                                                                       | 1375                             |
| Toldi György                                                                                  | 1380–1382                        |
| Telegdi Miklós                                                                                | 1383                             |
| Podvinay Miklós                                                                               | 1386                             |
| Zsidai Csáki Miklós                                                                           | 1396–1397                        |
| Csáki László (również żupan środkowego Szolnok)                                               | 1426                             |
| Székely János                                                                                 | 1438                             |
| Csáky Ferenc                                                                                  | 1441–1461                        |
| Nitzki Benedek (w trakcie)                                                                    | 1458                             |
| Nagymihályi András                                                                            | 1463                             |
| Vitéz János – biskup Nagyváradu (żupan dziedziczny)                                           | 1464                             |
| Beckenschläger János – biskup (żupan dziedziczny)                                             | 1465–1467                        |
| Miklós – biskup (żupan dziedziczny)                                                           | 1470                             |
| Egervári László – kasztelan Nagyváradu                                                        | 1474                             |
| Filipecz János – biskup (żupan dziedziczny)                                                   | 1474–1488                        |
| Kinizsi Pál                                                                                   | 1489–1493                        |
| Somi Jósa                                                                                     | 1494                             |
| Farkas Bálint – biskup (żupan dziedziczny)                                                    | 1495                             |
| Kálmáncshi György – biskup (żupan dziedziczny)                                                | 1495–1501                        |
| Szathmári György – biskup (żupan dziedziczny)                                                 | 1502                             |
| Thurzó Zsigmond – biskup (żupan dziedziczny)                                                  | 1506                             |
| Pöstyényi Gergely – namiestnik                                                                | 1513                             |
| Perényi Ferenc – biskup (żupan dziedziczny)                                                   | 1514–1526                        |
| Czibak Imre – biskup                                                                          | 1526–1550                        |
| Both Péter – kasztelan Nagyváradu                                                             | 1550                             |
| Fráter György – biskup                                                                        | 1550–1551                        |
| Varkocs Tamás I.                                                                              | 1552–1553                        |
| Zaberdjei Mátyás – biskup                                                                     | 1553–1556                        |
| Ghymesi Forgách Ferenc                                                                        | 1556                             |
| Kendi Antal                                                                                   | 1557                             |
| Varkocs Tamás II.                                                                             | 1557                             |
| Somlyai Bátori István – kasztelan Nagyváradu                                                  | 1562–1566                        |
| Hagymássy Kristóf                                                                             | 1566                             |
| Báthori Kristóf                                                                               | 1571–1577                        |
| Giczy János                                                                                   | 1577–1580                        |
| Sibrik György                                                                                 | 1580                             |
| Giczy János                                                                                   | 1581                             |
| Bánffy Dénes                                                                                  | 1581                             |
| Veres Gáspár                                                                                  | 1581                             |
| Sibrik György                                                                                 | 1582–1585                        |
| Bánffy Dénes                                                                                  | 1585–1586                        |
| Pekry Gábor                                                                                   | 1587–1589                        |
| Báthory István                                                                                | 1589                             |
| Bánffy Dénes                                                                                  | 1590–1592                        |
| Bocskai István                                                                                | 1592–1598                        |
| Nyáry Pál – sędzia, kasztelan Nagyváradu                                                      | 1598                             |
| Bánffy Dénes                                                                                  | 1599                             |
| Nyáry Pál – sędzia, kasztelan Nagyváradu                                                      | 1599–1601                        |
| Bánffy Dénes                                                                                  | 1606                             |
| Rhédey Ferenc (również żupan komitatu Máramaros)                                              | 1614–1621                        |
| Bethlen István – kasztelan Nagyváradu                                                         | 1621–1633                        |
| II. Rákóczi György – kasztelan Nagyváradu                                                     | 1633                             |
| Ruszkai Korniss Zsigmond – rycerz Złotej Ostrogi                                              | 1636–1643                        |
| Teleki János                                                                                  | 1651                             |
| Gyulay Ferenc – kasztelan Nagyváradu                                                          | 1653–1659                        |
| Ebeni István – kasztelan Nagyváradu                                                           | 1659                             |
| Haller Gábor                                                                                  | 1659–1660                        |
| Rhédey Ferenc – książę siedmiogrodzki                                                         | 1660                             |
| nie było żupana                                                                               | 1660–1668                        |
| Benkovics Ágoston – biskup (żupan dziedziczny)                                                | 1688–1702                        |
| Csáky – hrabia, kardynał                                                                      | 1703–1732                        |
| Luzsénszki István – hrabia, biskup                                                            | 1733. lipiec – 1735              |
| Okolicsányi János – biskup                                                                    | czerwiec 1735 – 1738             |
| Csáky Miklós – hrabia, biskup                                                                 | 1738–1758                        |
| Forgách Pál – biskup                                                                          | marzec 1758 – 1760               |
| Patachich Ádám – biskup                                                                       | maj 1760 – 1776                  |
| Andrássy István – hrabia, namiestnik                                                          | kwiecień 1777                    |
| Brunswick Antal – hrabia                                                                      | maj 1779 – 1780                  |
| Korniss Mihály – hrabia                                                                       | 1781                             |
| Ürményi József                                                                                | czerwiec 1782 – 1785             |
| Teleki Samu – hrabia, namiestnik i naczelnik okręgu                                           | czerwiec 1785 – 1787             |
| Haller József – hrabia                                                                        | marzec 1787 – 1790               |
| Brunswick József – namiestnik                                                                 | grudzień 1790                    |
| Teleki Samu – hrabia II.                                                                      | lipiec 1791 – 1822               |
| Rhédey Lajos – administrator żupański                                                         | 1822–1824                        |
| Zichy Ferenc – hrabia, namiestnik                                                             | 1825                             |
| Lónyay János – namiestnik                                                                     | 1836                             |
| Tisza Lajos – namiestnik                                                                      | 1836–1848                        |
| Beőthy Ödön                                                                                   | 1848                             |
| Uray Bálint – c.k. komisarz                                                                   | 1849                             |
| Jósa Péter – c.k. komisarz                                                                    | 1849                             |
| Reviczky Menyhért (Bihar Północny) i Ravazdy István (Bihar Południowy) – naczelnicy komitatów | 1860                             |
| Várady Szabó János – naczelnik Północnego Biharu                                              | 1860                             |
| Gerzon N. – (Bihar Południowy) i Hoffbauer Sándor (Bihar Południowy)                          | 1860                             |
| Haller Sándor – hrabia, żupan                                                                 | 1860                             |
| Petrák János – c.k. komisarz                                                                  | 1861–1862                        |
| Hajdú János – namiestnik                                                                      | 1862–1865                        |
| Szlávy József – żupan                                                                         | 1865–1867                        |
| Tisza Lajos                                                                                   | 1867–1871                        |
| Dőry József – baron                                                                           | 1871–1892                        |
| Beőthy László                                                                                 | 1893–1905                        |
| Glacz Antal – żupan                                                                           | kwiecień 1906 – wrzesień 1909    |
| dr. Miskolczy Ferenc – żupan                                                                  | marzec 1910 – czerwiec 1917      |
| Malatinszky Lajos – żupan                                                                     | lipiec 1917 – wrzesień 1918      |
| dr. Szilágyi Lajos – żupan                                                                    | wrzesień 1918 – kwiecień 1920    |
| dr. Kovács Nagy Sándor – żupan                                                                | wrzesień 1920 – grudzień 1921    |
| Balásházy István – żupan                                                                      | marzec 1922 – czerwiec 1922      |
| dr. Miskolczy Lajos – żupan                                                                   | listopad 1922 – marzec 1923      |
| Almásy Sándor – żupan                                                                         | marzec 1923 – lipiec 1927        |
| baron Feilitzsch Bertold – szambelan                                                          | lipiec 1927 – marzec 1930        |
| baron Vay László – żupan                                                                      | marzec 1930 – wrzesień 1933      |
| dr. Szilágyi Lajos – żupan                                                                    | wrzesień 1933 – listopad 1937    |
| Barcsay Ákos – żupan                                                                          | listopad 1937 – marzec 1938      |
| dr. Vajai Károly – żupan                                                                      | marzec 1938                      |
| Barcsay Ákos – żupan                                                                          | kwiecień 1938                    |
| dr. Molnár Imre – żupan                                                                       | 1939–1940                        |
| dr. Ciffra Kálmán – żupan                                                                     | 1941–1944                        |
| Bartsch Sándor – żupan                                                                        | listopad 1944                    |
| dr. Zöld Sándor – żupan                                                                       | listopad 1944 – grudzień 1944    |
| Erdélyi Károly – żupan                                                                        | styczeń 1945 – październik 1945  |
| Kiss János – żupan                                                                            | październik 1945 – grudzień 1946 |
| Bakó Sándor – żupan                                                                           | grudzień 1946 – lipiec 1947      |
| Barcsa Gyula – żupan                                                                          | październik 1947 – listopad 1947 |
| Futó József – żupan                                                                           | listopad 1947 – listopad 1948    |
| Demjén Miklós – żupan                                                                         | grudzień 1948 – czerwiec 1949    |
| dr. Hazai László – żupan                                                                      | 1949. sierpień – marzec 1950     |

## Literatura
- Borovszky Samu – Sziklay János: Magyarország vármegyéi és városai VI. Budapest: Országos Monografia Társaság. 1901.